# Pibanga ochropyga
Pibanga ochropyga är en skalbaggsart som först beskrevs av Belon 1896.  Pibanga ochropyga ingår i släktet Pibanga och familjen långhorningar. Inga underarter finns listade i Catalogue of Life.